# Список премьер-министров Йемена
Премьер-министр Йемена является главой правительства этой страны. На должность назначается президентом сроком на шесть лет и должен быть одобрен двумя третями Парламента. Эту должность могут занимать только мусульмане.
Ниже приведён список премьер-министров Йемена в хронологическом порядке и с их партийной принадлежностью:

## Список премьер-министров Йемена
- Хайдар Абу Бакр аль-Аттас — 22 мая 1990 — 9 мая 1994 — (Йеменская социалистическая партия)
- Мухаммед Саид аль-Аттар (и.о.) — 9 мая 1994 — 6 октября 1994 — (Всеобщий народный конгресс)
- Абдель Азиз Абдель Гани — 6 октября 1994 — 14 мая 1997 — (Всеобщий народный конгресс)
- Фарадж Саид бен Ганем — 14 мая 1997 — 29 апреля 1998 — (беспартийный)
- Абдель Рахман аль-Арьяни — 29 апреля 1998 — 7 апреля 2001 — (Всеобщий народный конгресс)
- Абдель Кадер Баджамаль — 7 апреля 2001 — 7 апреля 2007 — (Всеобщий народный конгресс)
- Али Мухаммед Муджавар — 7 апреля 2007 — 10 декабря 2011 — (Всеобщий народный конгресс)
- Мухаммед Салем Басиндва — 10 декабря 2011 — 9 ноября 2014 — (беспартийный)
- Халед Махфуз Баха — 9 ноября 2014 — 3 апреля 2016 — (беспартийный)
- Ахмед Обейд бин Дахр — 4 апреля 2016 — 18 октября 2018 (Всеобщий народный конгресс) (Правительство Йемена в изгнании)
- Маин Абдель Малик Саид — 18 октября 2018 — 5 февраля 2024 (Всеобщий народный конгресс) (Правительство Йемена в изгнании)
- Ахмед Авад бин Мубарак — с 5 февраля 2024 — (Всеобщий народный конгресс) (Правительство Йемена в изгнании)
- Талал Абдулкарим Аклан — 1 марта — 4 октября 2016 — (Хуситы) (Революционный комитет)
- Абдул Азиз бин Салех Хабтур — 4 октября 2016 — 10 августа 2024 — (беспартийный) (Правительство Национального Спасения)
- Ахмед аль-Рахави — с 10 августа 2024 — (Правительство Национального Спасения)